# Termoreceptor

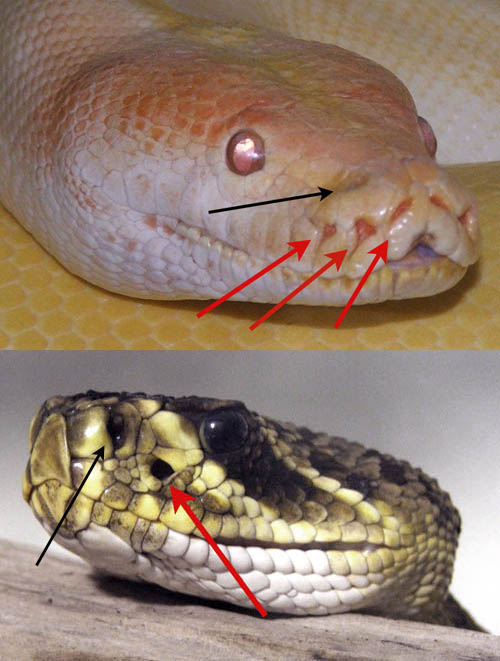
Termoreceptory hadů

Termoreceptor je smyslový receptor umožňující vnímat teplo či chlad. Existují u celé řady živočichů včetně člověka. V lidském těle se nachází samozřejmě v kůži (nervová zakončení), dále však v hypothalamu (část mozku) a také v některých orgánech a cévách. Přitom pro kůži platí, že receptory vnímající teplo jsou hlouběji než ty pro chlad, těch pro chlad je navíc řádově více. Nejvíce termoreceptorů se na lidské kůži nachází kolem očí, nosu, rtů, a uší (asi 20/cm2), naopak na trupu jich je poměrně málo.
Pokud termoreceptory zjistí příliš nízkou nebo příliš vysokou teplotu, nervová soustava určitým způsobem zakročí. Nejen u člověka se to v případě chladu projevuje změnou chování (snaha se schovat do tepla atp.), vstáváním chlupů („husí kůže“), stažením cév v kůži, třesem a zvýšenou produkcí tepla (kanál termogenin). Naopak v teplém prostředí nastupuje pocení, někdy i zvýšené dýchání či slinění (u zvířat).
Mezi zvláštní termoreceptory patří ty u hadů. Na vzdálenost několika metrů jsou schopni někteří hadi (hroznýšovití a chřestýši) díky receptorům nad horní čelistí vnímat teplotu své potenciální kořisti, což jim pomáhá při vyhledávání a lovu kořisti. U brouků krasců z rodu Melanophila se také vyvinuly termoreceptory, a to k vyhledávání požárů – tito brouci se totiž vyvíjí v ohořelém dřevě.